# 李建和 (萬曆進士)
參數所指定的目標頁面不存在，建議更正成存在頁面或直接建立下列一個頁面（建立前請先搜尋是否有合適的存在頁面可以取代）：
- 李建和

李建和（？—？），號春台，直隸大名府東明縣民籍。

## 生平
李建和是万历四十年（1612年）壬子科舉人，四十四年（1616年）丙辰科進士，初授山东临朐县知县，四十七年（1619年）调任莱阳县知县，天啓元年本省同考，丁憂歸。五年補临潁知县，六年擢官刑部山東司主事。天启七年（1627年）二月，惠王朱常润就国，左右长史选择进士出身的刑部郎中陈沃心、主事李建和。崇祯二年（1629年）任潞安府知府，五年升山西冀寧道副使，六年革职为民。

## 家族
曾祖李保。祖父李雨，寿官。父李㠐，倉山知縣，以子贵赠文林郎。
子李允樟，字若楩，為武英殿中书舍人，個性沉静，杜门谢客不出户，又喜歡古本書籍和唐宋名画。甲申之变，他合乡绅张力等人谋划诛杀大顺县令，但在衙虎之变遇害。生母李氏不甘受辱，投井而死。

## 引用
1. ↑  《萬曆四十四年丙辰科進士序齒録》
2. ↑  《萬曆四十四年丙辰科進士履歷》：李建和，春台，诗五房，乙未二月初六日生。东明县人，壬子一百三十三，会二百二十，三甲二百三十四名。都察院政，丁巳授临朐知县，己未調莱阳知县，辛酉本省同考，丁憂，乙丑補临颖知县，丙寅升刑部山东司主事，丁卯升右長史，己巳升潞安知府，壬申升本省付使，癸酉为民。
3. ↑  《明憙宗实录》：天启七年二月，先是礼部请亲王就国，辅导各官，奉旨：长史于进士出身，审理、纪善于举监出身，选择上请。吏部拟  瑞王府：户部郎中朱明时、主事马斯作为长史；国子监监丞孔元德、学录韩世恩为审理；中书舍人王胤永、陈可信为纪善。  惠王府：刑部郎中陈沃心、主事李建和为长史；国子监学正徐鸿起、学录王瑞临为审理；中书舍人吴士俊、朱日临为纪善。  桂王府：工部郎中蒋友筠、主事沈立义为长史；国子监学录沈德先、母忠为审理；中书舍人何廷玉、王昌胤为纪善。报可。